# Thalatta melanogramma
Thalatta melanogramma är en fjärilsart som beskrevs av George Francis Hampson 1926. Thalatta melanogramma ingår i släktet Thalatta och familjen nattflyn. Inga underarter finns listade i Catalogue of Life.